# Monte Carmine
Il monte Carmine è una montagna appartenente all'appennino lucano, alta 1.227 m.

## Caratteristiche
Sulla cima si trova il santuario di Santa Maria del Carmine.